# Thetidia prasinaria
Thetidia prasinaria är en fjärilsart som beskrevs av Eduard Friedrich Eversmann 1857. Thetidia prasinaria ingår i släktet Thetidia och familjen mätare. Inga underarter finns listade i Catalogue of Life.